# Els primers amics
Els primers amics (títol original:  Wide Awake) és una comèdia dramàtica  estatunidenca dirigida per M. Night Shyamalan, estrenada l'any 1998. Ha estat doblada al català.
Produït per Woods Entertainment i distribuït per la Miramax Films, Els primers amics és el segon film de M. Night Shyamalan. La història es desenrotlla a Filadèlfia, ciutat d'acollida de Night, però també lloc de rodatge de tots els seus films, llevat de Praying with Anger. El film tracta del tema de la família i descriu els diferents dubtes en el cas de la religió, i pel que fa a l'existència de Déu. Estrenada a Espanya al juny de 1999, mesos abans de "The Sixth Sense"

## Argument
Joshua Beal (Joseph Cross), anomenat Josh, estudia a la Weldron Mercy Academy, una escola catòlica privada reservada als nois. Després de la mort del seu avi (Robert Loggia) i malgrat el que dieun els qui són a prop seu, Josh està convençut que ha de trobar Déu. Per aconseguir la seva missió, és ajudat per Dave, un dels seus millors amics.

## Repartiment
- Denis Leary: M. Beal
- Dana Delany: Sra. Beal
- Robert Loggia: l'avi
- Joseph Cross: Joshua A. Beal
- Rosie O'Donnell: Germana Terry
- Timothy Reifsnyder: Dave O'Hara
- Camryn Manheim: Germana Sophia
- Vicki Giunta: Germana Beatrice
- Julia Stiles: Neena Beal
- Heather Casler: Hope
- Dan Lauria: el pare Peters
- Stefan Niemczyk: Frank Benton
- Michael Pacienza: Freddie Waltman

## Al voltant de la pel·lícula
Rodatge
Els primers amics ha estat en part girat en una escola catòlica on havia estudiat Night Shyamalan, i igualment al Bryn Mawr College de Bryn Mawr (Pennsilvània).
Rebuda
Rodat l'any 1995, el film no es va estrenar en sales fins a l'any 1998. Només informa 288.000 $ als Estats Units i al Canadà, per a un pressupost de 6 milions $.
Crítica
- "Original pel·lícula infantil sobre la personal recerca de déu, narrada des del punt de vista d'un nen de 10 anys"[5]

Nominacions
- Premis Young Artist 1999: nominacions als premis de millor jove actor a un film per a Joseph Cross i millor film familiar dramàtic[6]